# Флаг Чухломского района
Флаг Чухломского муниципального района Костромской области Российской Федерации.

## Описание
Представляет собой голубое прямоугольное полотнище с соотношением ширины к длине 2:3, несущее смещённые к древку две перекрещённые белые на жёлтых рукоятях пятизубые остроги из герба муниципального района, габаритный размер которых по горизонтали — ½ длины полотнища.

## Обоснование символики
Разработан на основе герба и воспроизводит фигуры гербовой композиции, отражающие исторические особенности.
Город Чухлома — районный центр одноимённого района, впервые упоминается в 1381 году как город в составе Галицкого княжества. Своё название получил по названию озера — Чухломского, что подтверждается геральдическим описанием исторического герба 1779 года.
Главными фигурами являются остроги. Острога — вилообразное колющее рыболовное орудие. У русских рыболовов применялись остроги в виде железных вил (число зубцов — от 2 до 12), засаженных на тонкий шест (ратовище). Две остроги накрест аллегорически говорят об одном из основных видов хозяйственной деятельности — рыбном промысле, за счёт которого город Чухлома экономически развивался, тем самым, получив статус уездного города.
- Синий цвет символизирует красоту природы, возвышенные устремления, мышление, искренность, добродетель.
- Белый цвет символизирует совершенство, благородства, чистоты, веры, мира.
- Жёлтый цвет символизирует высшую ценность, величие, прочность, силу, великодушие.